# Helicobacter pullorum
Helicobacter pullorum è un batterio della famiglia degli Helicobacteraceae.